# Гробница на Хумаюн
Гробницата на Хумаюн (на урду: ہمایوں کا مقبرہ‎) е мавзолей на моголския владетел Хумаюн в Ню Делхи, столицата на Индия.
Разположена е в югоизточния край на града, на 1300 m от брега на река Ямуна. Построена е през 1565-1572 година, по времето на Моголската империя, по проект на персийския архитект Мирак Мирза Гияс в характерния тогава моголски стил.
Гробницата на Хумаюн е първото подобно съоръжение в Индия, около което е изграден и парк. Включена е в Списъка на световното наследство на ЮНЕСКО.